# Круглая площадь (Астана)
Круглая площадь (каз. Дөңгелек алаң) — городская площадь, одна из основных достопримечательностей в столице Казахстана, находится в самом центре Астаны, в окружении уникальных архитектурных объектов, скульптурных композиций и цветочных аллей.
Круглая площадь представляет собой архитектурный комплекс, в которых входит ряд сооружений, построенных в виде круга. На самой площади размещаются супермаркеты, магазины и рестораны, а сердцем площади является фонтан. Изюминкой Круглой площади является то, что она построена в два яруса: нижний рассчитан на пешеходов, а верхний предназначается для автотранспорта.
По периметру площади возвышаются здания национальной компании «КазМунайГаз», Министерства энергетики и минеральных ресурсов. К Круглой площади примыкает Водно-зеленый бульвар, воротами которого являются два 20-ти этажных здания, соединенные переходной галереей на высоте 10-13 этажей. На площади перед штаб-квартирой  расположено множество магазинов и ресторанов.